# Olympijský stadion (Pchjongčchang)
Pchjongčchangský olympijský stadion je dočasný stadion v Tegwalljongu v okrese Pchjongčchang v Jižní Koreji. Pojme 35 000 diváků. Byl ústředním stadionem během Zimních olympijských a Zimních paralympijských her 2018.
Při kandidatuře Pchjongčchangu se předpokládalo, že zahajovací a závěrečné ceremonie proběhnou ve skokanském areálu Alpensia Ski Jumping Stadium, podobně jako tomu bylo na Zimních olympijských hrách v roce 1994. V červenci 2012 však pchjongčchangský organizační výbor oznámil některé změny v plánech sportovišť a ceremonie byly přesunuty do centra Tegwalljongu. Hlavní důvody pro tuto změnu byly jednak organizační, neboť přípravy na ceremoniály mohly kolidovat s tréninky skokanů na lyžích, jednak klimatické, aby diváci měli během ceremoniálů lepší povětrnostní podmínky. Proto bylo rozhodnuto vybudovat dočasný stadion.
Stavba stadionu, která trvala jeden rok a deset měsíců, byla dokončena 30. září 2017.
Kvůli omezení nákladů byl stadion postaven bez střechy a ústředního vytápění. Stál 116 miliard wonů. Má kapacitu 35 000 míst, sedm nadzemních a jedno podzemní podlaží. Má pětiúhelníkový půdorys s celkovou plochou 58 790 m² a jeho kruhové pódium má průměr 72 metrů.
Vedle stadionu je olympijské muzeum, tradiční potravinářské trhy a další atrakce, které zůstanou jako památka na olympiádu.
Olympijský stadion byl využit pouze čtyřikrát: při slavnostních zahájeních a ukončeních Zimních olympijských her a Zimních paralympijských her 2018. Po skončení těchto akcí má být zbořen.